# La Caverne maudite
La Caverne maudite és un curtmetratge francès del 1898 pel·lícula muda dirigida per Georges Melies.
La pel·lícula va ser una de les primeres incursions de Méliès en temes que més tard es relacionarien amb el cinema de terror (la seva Le Manoir du diable, feta el 1896, és de vegades anomenada la primera pel·lícula de terror). També es creu que La Caverne maudite és la primera pel·lícula en què Méliès va utilitzar la tècnica cinematogràfica de l'exposició múltiple.
La pel·lícula va ser estrenada per la Star Film Company de Méliès i està numerada 164 als seus catàlegs. Actualment es presumeix perduda.